# Камунія
Камунія (араб. كمونية, англ. Kamouneya, Kamounia) — тушкована яловичина та печінка, приготована із зірою або кумином.
Ймовірно від цієї спеції (лат. Cumīnum cymīnum) і походить назва страви.
Популярна страва суданської та туніської кухні. Також іноді як основний інгредієнт використовується ягнятина, додаткові спеції — (червоний перець, коріандр тощо). Може подаватися з приготованим рисом або поверх нього. Додаткові інгредієнти: бульйон, часник, оливкова олія і петрушка.